# Dyops ditrapezium
Dyops ditrapezium là một loài bướm đêm trong họ Noctuidae.